# Бошко Шутало
Бошко Шутало (хорв. Boško Šutalo, нар. 1 січня 2000, Меткович) — хорватський футболіст, захисник бельгійського клубу «Стандард».
Виступав, зокрема, за клуби «Осієк» та «Верону», а також молодіжну збірну Хорватії.

## Клубна кар'єра
Народився 1 січня 2000 року в місті Меткович. Вихованець юнацьких команд футбольних клубів «Неретва», «Спліт» та «Осієк».
У дорослому футболі дебютував 2018 року виступами за резервну команду «Осієка», в якій провів один сезон, взявши участь у 10 матчах чемпіонату. 
Своєю грою за цю команду привернув увагу представників тренерського штабу клубу «Осієк», до складу якого приєднався 2019 року. Відіграв за команду з Осієка наступний сезон своєї ігрової кар'єри. Більшість часу, проведеного у складі «Осієка», був основним гравцем захисту команди.
До складу клубу «Аталанта» приєднався 30 січня 2020 року, «бергамаски» заплатили за гравця 5 млн євро. 
14 січня 2021 відзначився дебютним голом за клуб у матчі Кубка Італії проти «Кальярі» (перемога «Аталанти» 3:1). Станом на 24 лютого 2021 року відіграв за бергамський клуб 14 матчів в національному чемпіонаті.
21 червня 2022 року підписав контракт на 5 років з чемпіоном Хорватії клубом «Динамо» (Загреб).
В липні 2024 року Шутало перейшов до бельгійського «Стандарда», з яким підписав контракт на п'ять років.

## Виступи за збірні
2016 року дебютував у складі юнацької збірної Хорватії (U-16), загалом на юнацькому рівні взяв участь у 15 іграх, відзначившись 4 забитими голами.
З 2019 року залучається до складу молодіжної збірної Хорватії. На молодіжному рівні зіграв у 19 офіційних матчах, забив 1 гол.

## Статистика виступів

### Статистика клубних виступів
Станом на 26 серпня 2021
| Сезон                | Команда              | Чемпіонат            | Чемпіонат | Чемпіонат | Національний кубок | Національний кубок | Національний кубок | Континентальні кубки | Континентальні кубки | Континентальні кубки | Інші змагання | Інші змагання | Інші змагання | Усього | Усього | Усього |
| Сезон                | Команда              | Ліга                 | Ігор      | Голів     | Ліга               | Ігор               | Голів              | Ліга                 | Ігор                 | Голів                | Ліга          | Ігор          | Голів         | Ігор   | Голів  |        |
| -------------------- | -------------------- | -------------------- | --------- | --------- | ------------------ | ------------------ | ------------------ | -------------------- | -------------------- | -------------------- | ------------- | ------------- | ------------- | ------ | ------ | ------ |
| 2018–19              | «Осієк II»           | 2.ХНЛ                | 10        | 1         |                    | -                  | -                  |                      | -                    | -                    |               | -             | -             | 10     | 1      |        |
| 2018–19              | «Осієк»              | 1.ХНЛ                | 12        | 0         | КЧ                 | 1                  | 0                  |                      | -                    | -                    |               | -             | -             | 13     | 0      |        |
| 2019-січ. 2020       | «Осієк»              | 1.ХНЛ                | 16        | 0         | КЧ                 | 3                  | 0                  | ЛЄ                   | 2                    | 0                    |               | -             | -             | 21     | 0      |        |
| Усього за Осієк      | Усього за Осієк      | Усього за Осієк      | 28        | 0         |                    | 4                  | 0                  |                      | 2                    | 0                    |               | -             | -             | 34     | 0      |        |
| січ.-черв. 2020      | «Аталанта»           | A                    | 7         | 0         | КІ                 | -                  | -                  | ЛЧ                   | 0                    | 0                    | -             | -             | -             | 7      | 0      |        |
| 2020–21              | «Аталанта»           | A                    | 7         | 0         | КІ                 | 2                  | 1                  | ЛЧ                   | -                    | -                    | -             | -             | -             | 9      | 1      |        |
| лип.-серп. 2021      | «Аталанта»           | A                    | 0         | 0         | КІ                 | -                  | -                  | ЛЧ                   | -                    | -                    | -             | -             | -             | 0      | 0      |        |
| Усього за «Аталанту» | Усього за «Аталанту» | Усього за «Аталанту» | 14        | 0         |                    | 2                  | 1                  |                      | -                    | -                    |               | -             | -             | 16     | 1      |        |
| серп. 2021–22        | «Верона»             | A                    | 0         | 0         | КІ                 | -                  | -                  | -                    | -                    | -                    | -             | -             | -             | -      | -      |        |
| Усього за кар'єру    | Усього за кар'єру    | Усього за кар'єру    | 52        | 1         |                    | 6                  | 1                  |                      | 2                    | 0                    |               | -             | -             | 60     | 2      |        |

## Титули і досягнення
- Володар Суперкубка Хорватії (2):

«Динамо»: 2022, 2023
- Чемпіон Хорватії (1):

«Динамо»: 2022-23